# 山系
山系（英語：cordillera、mountain system）是有一定联系并按大致相近的方向，且由许多山脉组合成的山体。其较山脉规模更大，例如喜马拉雅山系、昆仑山系、科迪勒拉山系、阿尔卑斯山系等。